# Журов, Евгений Николаевич
Евгений Николаевич Журов (18 января 1938, Деречин — 28 марта 2021) — белорусский тренер по греко-римской борьбе, заслуженный тренер Республики Беларусь.

## Биография
Родился в 1938 году, в деревне Деречин Зельвенского района Гродненской области. В 1963 году приехал в Березино, где работал тренером по греко-римской борьбе в Березинской детской спортивной школе.
В Березино проводится турнир по греко-римской борьбе «Кубок имени Евгения Журова»
Среди учеников: призер чемпионата Европы Георгий Сосковец .

## Награды и звания
- Заслуженный тренер Республики Беларусь (1992)